# كلية الطب (جامعة المنوفية)
كلية طب جامعة المنوفية هي كلية طب مصرية تختص بتدريس الطب والبحث العلمي في فروعه المختلفة.

## نشأتها
صدر قرار رئیس الجمھوریة رقم 1142 لسنة 1976 بأن تضم جامعة المنوفية كلیة للطب مقرھا مدینة شبين الكوم، ولكن الدراسة بالكلية لم تبدأ إلا سنة 1984، حيث بدأت الدراسة أولًا بالمرحلة الإكلينيكية (الفرقة الرابعة) يوم السبت 27 أكتوبر 1984 في مبنى المعهد القومي للكبد، وبلغ عدد الطلاب بالكلیة في عام 1984 بالمرحلة الإكلینیكیة 54 طالبًا وطالبة. وفي العام الدراسي 1985/1986 انتقلت الكلیة إلى مبناھا الحالي خلف المستشفى الجامعي التعليمي.

## أقسام الكلية
تضم الكلية 31 قسمًا علميًا رئيسيًا.

## ملحقات الكلية
- مدرسة التمريض
- المعهد الفني للتمريض
- المجمع الطبي: ويضم
  - مستشفى الطوارئ والحالات الحرجة
  - مستشفى علاج الأورام
  - المستشفى التخصصي
  - مستشفى سوزان مبارك لصحة الأم والطفل وفرعه بمنشية سلطان.[2]

## الدرجات العلمية
تمنح كلیة طب المنوفية درجات:
- البكالوریوس في الطب والجراحة.
- دبلوم الدراسات العليا.
- الماجستیر.
- الدكتوراه.

## الخريجون
بلغ عدد خريجي الدفعة التاسعة عشرة (العام الجامعي 2005) 327 طالبًا وطالبة، بينما كان عدد خريجي الدفعة الأولى 52 طالبًا وطالبة في العام الجامعي 1987.
منذ عام 1986 وحتى عام 2007 تخرج في كلیة طب المنوفية 3748 طبيبًا، وحصل على درجة الدبلوم من الكلية 950 طبيبًا، بينما منحت الكلية حوالي 800 درجة ماجستير و400 درجة دكتوراه في تخصصات الطب المختلفة.

## وصلات خارجية
- الموقع الرسمي للكلية